# 龍潭寺 (亀岡市)
龍潭寺（りょうたんじ）は京都府亀岡市稗田野町にある聖観世音菩薩を本尊とする臨済宗妙心寺派の寺院。山号は金剛山。
妙心寺9世雪江宗深が開いた大梅寺を細川家重臣の松井宗信が開基となり改称して特芳禅傑が開いた。特芳禅傑は妙心寺四派のうち霊雲派の開祖となった有力な僧で、龍潭寺は龍安寺、龍興寺とともに妙心寺の三龍寺として妙心寺を支援する近隣寺院としての役割を担った。
天正年間の明智光秀による丹波攻略の際に兵火に遭い大きな損害を受けるが、江戸時代に入り復興を遂げた。
庭園が平成2年（1990年）4月17日に京都府指定の名勝となっているほか所蔵する享禄3年（1530年）の絹本著色松井雲江像が昭和60年（1985年）5月15日、特芳禅傑関係資料21点が平成14年（2002年）3月26日に京都府により文化財に指定されている。